# Tectaria microlepis
Tectaria microlepis är en ormbunkeart som beskrevs av Holtt. Tectaria microlepis ingår i släktet Tectaria och familjen Tectariaceae. Inga underarter finns listade.